# Società Ginnastica Sampierdarenese 1918-1919
Questa voce raccoglie le informazioni riguardanti la Società Ginnastica Sampierdarenese nel periodo dal 1918 al 1919.

## Stagione
La Grande Guerra era quasi giunta al termine, sarebbe terminata ufficialmente l'11 novembre 1918 con la resa della Germania. L'attività calcistica era limitata a soli incontri amichevoli, talvolta anche contro selezioni militari, sia italiane che straniere.

## Divise
La maglia era bianco-nera.
| La prima divisa |

## Organigramma societario
Area direttiva
- Presidente: Enrico De Amicis

## Rosa
| N. |                   | Ruolo | Calciatore           |
| -- | ----------------- | ----- | -------------------- |
|    | Italia (bandiera) | P     | Grosso               |
|    | Italia (bandiera) | P     | Enrico Carzino       |
|    | Italia (bandiera) | D     | Delfo Bellini        |
|    | Italia (bandiera) | D     | Giuseppe Riparelli   |
|    | Italia (bandiera) | C     | Renato Boldrini      |
|    | Italia (bandiera) | C     | Ermenegildo Melandri |

| N. |                   | Ruolo | Calciatore      |
| -- | ----------------- | ----- | --------------- |
|    | Italia (bandiera) | C     | Ercole Carzino  |
|    | Italia (bandiera) | A     | Carlo Migone    |
|    | Italia (bandiera) | A     | Mario Garrone   |
|    | Italia (bandiera) | A     | Pietro Mazzella |
|    | Italia (bandiera) | A     | Croce           |
|    | Italia (bandiera) | A     | Gatti           |

## Calciomercato
| Acquisti | Acquisti        | Acquisti   | Acquisti |
| R.       | Nome            | da         | Modalità |
| -------- | --------------- | ---------- | -------- |
| C        | Renato Boldrini | AC Ligure  |          |
| D        | Delfo Bellini   | Rivarolese |          |
| A        | Gatti           | Spezia     |          |